# Lasioglossum hypsiston
Lasioglossum hypsiston is een vliesvleugelig insect uit de familie Halictidae. De wetenschappelijke naam van de soort is voor het eerst geldig gepubliceerd in 1980 door Ebmer.